# Last Days in Vietnam
Last Days in Vietnam är en amerikansk dokumentärfilm från 2014, regisserad och producerad av Rory Kennedy. Filmen hade världspremiär vid Sundance Film Festival den 17 januari 2014 och USA-premiär den 5 september samma år. Filmen blev nominerad till en Oscar för bästa dokumentär vid Oscarsgalan 2015.

## Handling
Under de sista kaotiska veckorna av vietnamkriget närmar sig den nordvietnamesiska armén Saigon samtidigt som de panikslagna sydvietnameserna desperat försöker fly. Detta skapar ett moraliskt dilemma för de amerikanska soldaterna och diplomaterna: ska de trotsa Vita husets order att endast evakuera amerikanska medborgare eller rädda livet på så många sydvietnameser de kan och därmed riskera straff.